# 교토부
교토부(일본어: 京都府 교토후[*])는 일본 긴키 지방에 있는 행정 구역이다. 한국식 한자음으로 경도부라고도 한다. 부청 소재지는 교토시이다. 과거 794년~1867년 사이에 일본의 수도였으며 율령국으로는 야마시로국에 속했다. 단바국 동부 및 단고국 전역이 현재 교토부의 영역이 되어 있다.

## 역사
교토는 오랫동안 일본의 역사적인 수도였다. 교토 역사는 6세기부터 시작되었다고 추정하며, 544년부터는 좋은 날씨와 성공적인 수확을 위하여 아오이 마쓰리라는 의식을 행하였다.
교토는 처음부터 일본 수도가 아니었다. 처음 일본 수도는 나라였다. 741년에는 쇼무 천황이 수도를 '구니쿄'라고 나라와 교토 사이 있었던 도시에 천도하였다. 784년에는 수도를 나가오카쿄로 이전하였고, 794년에는 헤이안쿄로 이전하였다. 여기서 헤이안쿄로의 천도는 현대 교토 역사의 시작이었다. 오늘날에도 교토의 거의 모든 거리, 가옥, 상점, 절과 신사가 예전의 자리에 그대로 존재한다.
1192년에는 정치적인 권력이 가마쿠라로 이동하고 사무라이 일족은 가마쿠라 막부를 세웠으나 교토는 여전히 일본의 수도로서 자리를 지키고 있었다. 1333년에 겐무 신정으로 잠시 천황이 복원되었지만 다른 사무라이 일족이 3년 후에 교토에 막부를 세웠다. 1467년에는 교토 안에서 오닌의 난이 발생해 거의 모든 도시들이 불타 없어졌다. 일본은 전국시대로 접어들게 되었다. 그 다음에 1603년에는 도쿠가와 이에야스가 에도(지금의 수도인 도쿄)에 막부를 세웠다.
1868년의 메이지 유신으로 천황이 복원되었다. 천황이 절대적인 권력을 갖게 된 메이지 천황 때부터 일본의 수도를 도쿄로 정하였다. 이후 율령국 체제의 개편으로 예전의 단고국, 야마시로국과 단바국의 동부가 합쳐져 오늘날의 교토부가 되었다.
제2차 세계 대전 중 일본의 많은 도시들이 폭격으로 인해 파괴되면서도 교토만은 그 피해를 면할 수 있었다.

## 지리
교토부는 일본 혼슈의 거의 중앙에 위치한다. 면적은 4612.71km2로 일본 전체 면적의 1.2%를 차지하고 도도부현 중에서 31번째 크기이다. 북쪽으로는 동해, 후쿠이현과 접하고 남쪽으로는 오사카부, 나라현과 접한다. 동쪽으로는 미에현, 시가현과 접하고 서쪽으로는 효고현과 접한다. 현은 가운데가 단바 산맥에 의해 분리되고 이것 때문에 북쪽과 남쪽의 기후가 아주 다르다.

## 인접하는 도도부현
후쿠이현, 미에현, 시가현, 오사카부, 효고현, 나라현 등 1부 5현이 인접해 있다. 다만 교토부와 인접해 있는 유일한 부(府)의 지역으로는 오사카부이다.

## 인구
|                                            | |
| 교토부의 전국의 연령별 인구 분포（2005년） | 교토부의 연령·남녀별 인구 분포（2005년）                                                                               |
| ■자주색 ― 교토부 ■녹색 ― 일본전국          | ■파랑색 ― 남자 ■빨간색 ― 여자                                                                                          |
| · 교토부의 인구추이                        | |
| 일본 총무성 통계국 국세조사 결과           | |
|                                            | 기술적 문제로 인해 그래프를 일시적으로 사용할 수 없습니다. 파브리케이터와 미디어위키 위키에 더 자세한 정보가 있습니다. |

| 연도                               | 인구      | ±%     |
| ---------------------------------- | --------- | ------ |
| 1885                               | 846,761   | —      |
| 1890                               | 894,928   | +5.7%  |
| 1900                               | 1,022,695 | +14.3% |
| 1910                               | 1,197,473 | +17.1% |
| 1920                               | 1,287,147 | +7.5%  |
| 1930                               | 1,552,832 | +20.6% |
| 1940                               | 1,729,993 | +11.4% |
| 1950                               | 1,832,934 | +6.0%  |
| 1960                               | 1,993,403 | +8.8%  |
| 1970                               | 2,250,087 | +12.9% |
| 1980                               | 2,527,330 | +12.3% |
| 1990                               | 2,602,460 | +3.0%  |
| 2000                               | 2,644,391 | +1.6%  |
| 2010                               | 2,636,092 | −0.3%  |
| 2020                               | 2,578,087 | −2.2%  |
| 출처: 교토부 정책기획부 기획통계과 |           |        |

## 행정 구역

### 정령지정도시
- 교토시(京都市, 부청 소재지이며 메이지 유신 이전 일본의 수도이자 정령지정도시)

| - - 나카교구(中京区) - 가미교구(上京区) - 시모교구(下京区) - 사쿄구(左京区) - 우쿄구(右京区) - 니시쿄구(西京区) | - - 히가시야마구(東山区) - 기타구(北区) - 미나미구(南区) - 후시미구(伏見区) - 야마시나구(山科区) |

### 일반 시정촌

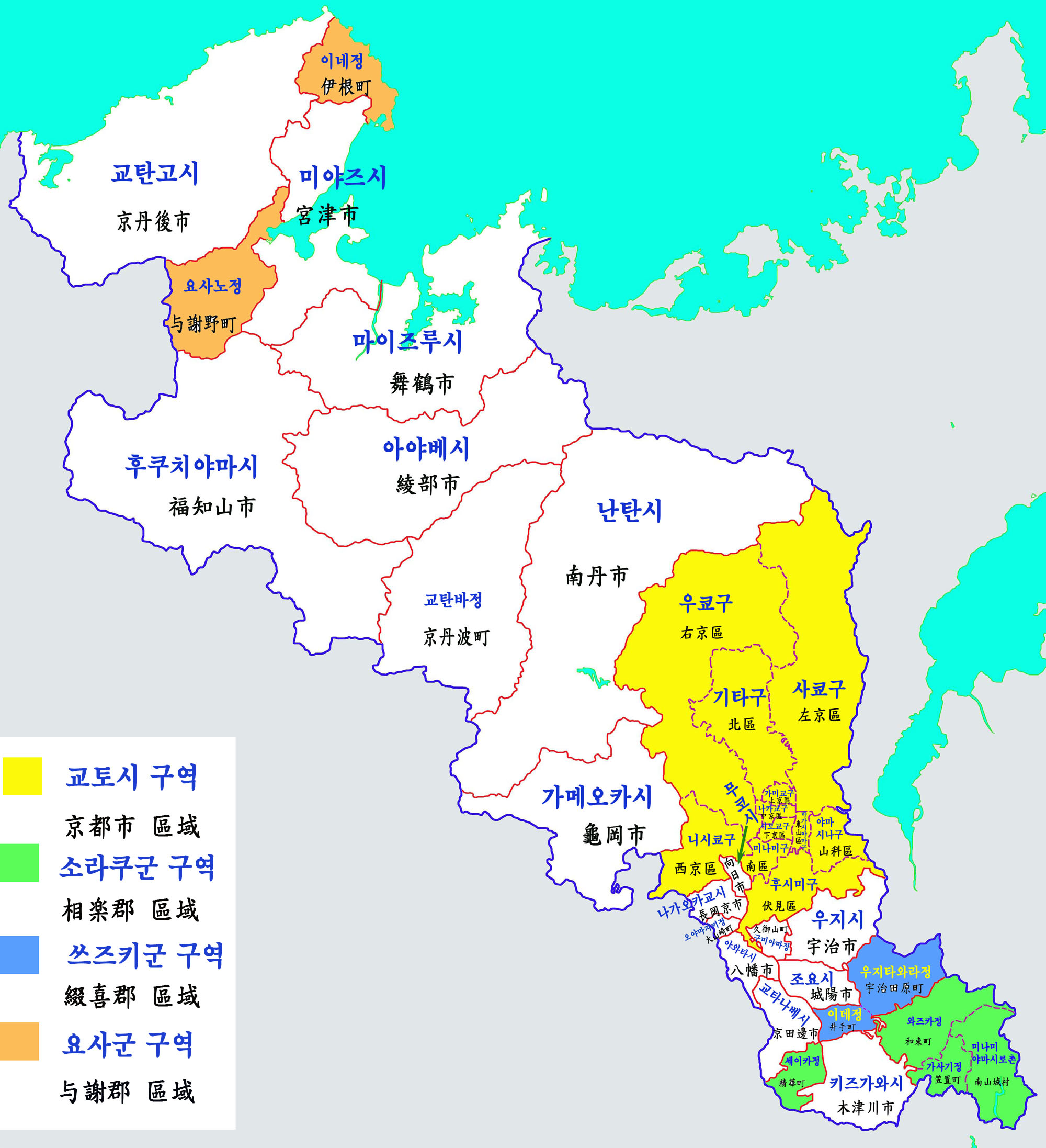
교토부의 지도

#### 북부
- 후쿠치야마시(福知山市)
- 마이즈루시(舞鶴市)
- 아야베시(綾部市)
- 미야즈시(宮津市)
- 교탄고시(京丹後市)
- 요사군(与謝郡)
  - 요사노정(与謝野町) - 이네정(伊根町)

#### 중부
- 가메오카시(亀岡市)
- 난탄시(南丹市)
- 후나이군(船井郡)
  - 교탄바정(京丹波町)

#### 남부
- 우지시(宇治市)
- 조요시(城陽市)
- 무코시(向日市)
- 나가오카쿄시(長岡京市)
- 야와타시(八幡市)
- 교타나베시(京田辺市)
- 기즈가와시(木津川市)
- 오토쿠니군(乙訓郡)
  - 오야마자키정(大山崎町)
- 구세군(久世郡)
  - 구미야마정(久御山町)
- 쓰즈키군(綴喜郡)
  - 이데정(井手町) - 우지타와라정(宇治田原町)
- 소라쿠군(相楽郡)
  - 가사기정(笠置町) - 와즈카정(和束町) - 세이카정(精華町) - 미나미야마시로촌(南山城村)

## 경제
교토부의 산업은 관광업과 하이테크 산업이 주를 이루고 있다. 교토는 일본의 고도답게 관광지가 많고, 이로 인해 전통적인 제조업이 발달되어 있다.
교토부 북쪽의 단고 반도는 어업과 수상교통이 이루어지고 중앙은 농업과 임업이 이루어진다. 교토부에서는 일본의 사케와 녹차의 13%를 생산하고 있다. 일본 최대의 수직농장도 교토부에 위치해있다.
닌텐도와 교세라, 와코루의 본사가 교토시에 있다.

## 문화
교토는 여전히 오늘날에도 문화의 중심지로 남아 있다. 교토는 약 1000년 동안 일본의 수도였고 도쿄로 수도가 옮겨진 후에도 일본의 문화 수도로 남아 있다. 교토에 많은 문화재가 남아 있기 때문에 일본 전국 각지에서 온 수학여행객들로 붐비고, 오사카 근교의 대학생들이 교토 근교로 MT 가는 것을 선호하는 경향이 있다.

### 박물관
- 교토 국립 박물관
- 교토부립 교토관·역사관
- 교토 문화 박물관(일본어판)
- 교토시 고고 자료관(일본어판)
- 교토 대학 종합 박물관(일본어판)
- 교토 국제 만화 박물관
- 교토 헤이안쿄 창생관
- 교토 철도 박물관(일본어판)

### 미술관
- 교토 국립 근대 미술관
- 교토부립 도모토 인쇼 미술관(일본어판)
- 교토부립 도판 명화의 정원(일본어판)
- 교토시립 미술관
- 고려미술관

### 문화예술회관
- 교토부립 문화예술회관
- 교토부립 부민 홀
- 교토부 탄고 문화회관
- 교토부 츄탄 문화회관
- 교토부 나가오카쿄 문화회관

### 도서관
- 국립국회도서관 간사이관
- 교토부립 도서관

### 공원
- 아마노하시다테
- 아라시야마
- 아라시야마 히가시
- 가모가와 공원
- 우지 공원
- 후시미항 공원
- 간사이 문화 학술 연구 도시 기념 공원
- 단고 해와 별이 보이는 공원
- 야마시로 종합 운동 공원
- 탄바 자연 운동 공원

### 식물원
- 교토 부립 식물원

### 수족관
- 교토 수족관

### 체육관
- 시마즈 아레나 교토

## 교통

### 철도
- 부내 노선
  - 서일본 여객철도: 산인 본선(사가노선), 마이즈루선, 나라선
  - 게이한 전기철도: 오토선
  - 한큐 전철: 아라시야마선
  - 교토 시영 지하철: 가라스마선, 도자이선
  - 사가노 관광철도: 사가노 관광선
  - 단고 해륙교통(일본어판): 아마노하시다 강삭철도(일본어판)

- 인접 부현 노선
  - 서일본 여객철도: 고세이선, 가타마치선, 후쿠치야마선
  - 긴키 닛폰 철도: 교토선
  - 기타킨키 탱고 철도(일본어판): 미야즈선(일본어판)
  - 게이한 전기철도: 게이한 본선, 게이신선(일본어판)
  - 한큐 전철: 교토 본선

- 광역 노선
  - 도카이 여객철도: 도카이도 신칸센
  - 서일본 여객철도: 도카이도 본선(JR 교토선, 비와코선), 간사이 본선(야마토지선)

### 도로
- 고속도로
  - 메이신 고속도로
  - 신메이신 고속도로
  - 마이즈루-와카사 자동차도(일본어판)
  - 게이지 바이패스(일본어판)

- 국도
  - 국도 제1호선
  - 국도 제8호선
  - 국도 제9호선
  - 국도 제24호선
  - 국도 제27호선
  - 국도 제162호선 (일본)(일본어판)
  - 국도 제163호선 (일본)(일본어판)
  - 국도 제171호선 (일본)(일본어판)
  - 국도 제173호선 (일본)(일본어판)
  - 국도 제175호선 (일본)(일본어판)
  - 국도 제176호선 (일본)(일본어판)
  - 국도 제177호선
  - 국도 제178호선
  - 국도 제307호선
  - 국도 제312호선 (일본)(일본어판)
  - 국도 제372호선 (일본)(일본어판)
  - 국도 제423호선 (일본)(일본어판)
  - 국도 제426호선 (일본)(일본어판)
  - 국도 제429호선 (일본)(일본어판)
  - 국도 제477호선 (일본)(일본어판)
  - 국도 제478호선 (일본)(일본어판)
  - 국도 제482호선 (일본)(일본어판)

- 부도 (府道)
  - 교토부도 제20호선

## 스포츠

### 축구
- 교토 상가 FC

## 관광
교토시는 일본의 가장 인기 있는 관광지 중 하나로 수많은 관광객들이 이곳을 방문한다. 나라와 더불어 인기 있는 초등학교와 중학교 졸업여행 장소이다.
교토에서 열리는 축제로는 544년부터 시작된 아오이 마쓰리와 869년부터 시작된 기온 마쓰리(기원제), 에도 시대부터 시작된 이네 마쓰리, 1662년부터 시작된 고잔노 오쿠부리, 1895년부터 시작된 지다이 마쓰리가 있다. 절과 신사마다 여러 축제가 열리고 그중 많은 것들이 대중에 공개된다.

## 자매 지역
- 중화인민공화국 산시성
- 인도네시아 욕야카르타
- 미국 오클라호마주
- 러시아 레닌그라드주
- 영국 스코틀랜드 에든버러
- 이탈리아 토스카나주

## 같이 보기
- 우토로
- 히라노신사(平野神社, ja:平野神社, 일본 교토부 교토시 기타구 (교토시)) - 백제 성왕의 사당
- 백제사(百済寺, ja:百済寺 (広陵町), 일본 나라현 기타카쓰라기군 고료정)
- 백제왕신사(百済王神社, 일본 오사카부 히라카타시)
- 간사이 문화학술연구도시